# Štechova vila
Novorenesanční Štechova vila stojí na Klatovské třídě v Plzni. Postavil si ji sám architekt Rudolf Štech a od roku 1995 je památkově chráněna.

## Historie
Stavba domu započala v červenci 1904, dům byl dokončen v květnu 1905 a povolení k užívání bylo vystaveno 23. června 1905. Původní soubor sgrafit Mikoláše Alše, zachycující mj. sv. Jiřího bojujícího s drakem, byl v roce 1944 zničen při náletu na město a rekonstruován v roce 1995.

## Architektura
Dům tvoří dvě vzájemně kolmá křídla, která jsou vůči sobě vzájemně posunuta. V nárožním prostoru mezi nimi je závětří se schodištěm vedoucím k hlavnímu vstupu do domu. Nápadným prvkem fasády je dřevěná lodžie umístěná v 1. patře, nad arkádou závětří. Nad středním sloupem arkád vedoucích do Klatovské ulice je štuková kartuš s trojúhelníkem a kružítkem. Zatímco severozápadní průčelí domu (směrem do Klatovské) je osově symetrické, což je zdůrazněno rizalitem uprostřed, jihozápadní fasáda (směrem do Dvořákovy) je asymetrická a v levé části z ní vystupuje trojboký rizalit. Obě průčelí jsou členěna římsami - mezipatrovou a hlavní.

## Sgrafitová výzdoba

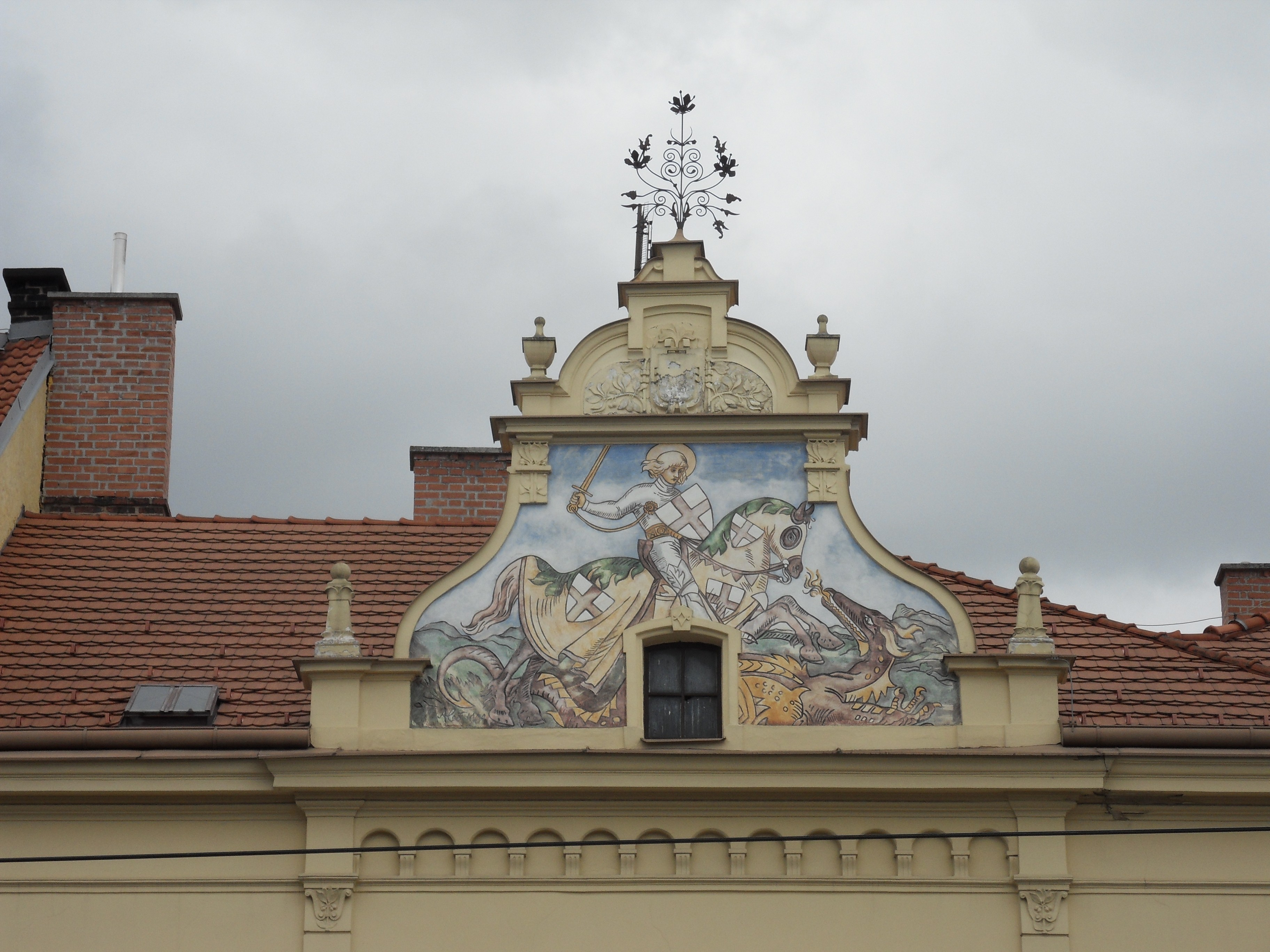
Detail sgrafita se svatým Jiřím

Sgrafita na fasádě domu vznikla na základě zadání samotného Rudolfa Štecha malíři Mikoláši Alšovi. Aleš navrhl podél mezipatrové římsy barevný pás s rostlinným ornamentem, pro severozápadní štít motiv sv. Jiřího na koni v boji s drakem a pro jihozápadní štít klečící princeznu pod hradem. Podle Alšových návrhů byla sgrafita na fasádě realizována malířem Josefem Bosáčkem, který s Alšem dlouhodobě spolupracoval.